# Contomastix leachei
Espèce
Synonymes
- Cnemidophorus leachei Peracca, 1897

Contomastix leachei est une espèce de sauriens de la famille des Teiidae.

## Répartition
Cette espèce est endémique du Nord de l'Argentine. Elle se rencontre dans les provinces de Jujuy et de Salta.

## Étymologie
Cette espèce est nommée en l'honneur de Francisco Leache, propriétaire d'une vaste hacienda qui a accueilli le Docteur Alfredo Borelli durant son séjour à San Lorenzo.

## Publication originale
- Peracca, 1897 : Rettili e Anfibi. Viaggio del Dott. Alfredo Borelli nel Chaco boliviano e nella Repubblica Argentina. Bollettino dei Musei di Zoologia ed Anatomia Comparata della R. Università di Torino, vol. 12, no 274, p. 1-19 (texte intégral).